# Ямашка (приток Зая)
Ямашка — река в России, приток Бугульминского Зая. Протекает по Альметьевскому и Азнакаевскому районам Татарстана. Исток на западной окраине деревни Ак-Чишма Альметьевского района. Устье в 2 км южнее села Микулино Азнакаевского района, в 24 км от устья Бугульминского Зая по правому берегу. Абсолютная высота: истока 280 м, устья – 141 м. Длина реки составляет 19 км, площадь водосборного бассейна — 109 км².
Река имеет 8 притоков длиной от 0,7 до 4 км. Питание смешанное, на долю снегового приходится более половины. Весеннее половодье начинается в конце марта, ледостав в середине ноября. Средний многолетний меженный расход воды в устье 0,112 м³/с. В бассейне Ямашки находится природный заказник Владимирский склон.

## Данные водного реестра
По данным государственного водного реестра России относится к Камскому бассейновому округу, водохозяйственный участок реки — Кама от Нижнекамского гидроузла и до устья, без реки Вятка, речной подбассейн реки — бассейны притоков Камы до впадения Белой. Речной бассейн реки — Кама.